# تنماكلت (أزكروز)
تنماكلت هو دُوَّار يقع بجماعة إيڭيدي، إقليم تارودانت، جهة سوس ماسة في المملكة المغربية. ينتمي الدوّار لمشيخة أزكروز التي تضم 19 دوار. يقدر عدد سكانه بـ 183 نسمة حسب الإحصاء الرسمي للسكان والسكنى لسنة 2004.

## روابط خارجية
- البوابة الوطنية للجماعات الترابية نسخة محفوظة 12 مارس 2018 على موقع واي باك مشين.
- المندوبية السامية للتخطيط